# Göttinger Kiessee
Der Göttinger Kiessee ist ein Baggersee im Süden von Göttingen. Er ist aus einem Kiestagebau entstanden und dient heute zusammen mit seinen Uferzonen als Naherholungsgebiet. 
Bis gegen Ende des 19. Jahrhunderts gehörte dieses Areal zum Überschwemmungsgebiet der nahen Leine und bestand überwiegend aus Feuchtwiesen. Der nördliche Teil lag dabei auf dem Gebiet der Stadt Göttingen, der südöstliche dem von Geismar und der südwestliche dem der Gemeinde Rosdorf. Seit 1964 ist Geismar zu Göttingen eingemeindet und nach einem Gebietstausch im Jahr 2018 befindet sich der See ganz auf Göttinger Territorium. 
Der Kiesabbau fing zu Beginn des 20. Jahrhunderts im Norden an. Der heutige Sandweg bildete seinerzeit die Zufahrt. In den 1950er Jahren bestand der See noch aus zwei getrennten Teilen. Daran erinnert die deutlich schmalere Mitte des Gewässers. Über diese Stelle führte seit Jahrhunderten eine Verbindungsstraße von Geismar über die Stegemühle bis nach Rosdorf. Auf der Geismarer Seite ist ein Teil der gepflasterten Trasse erhalten geblieben. Auf der Rosdorfer Seite erfolgte die Anbindung über die Straße Am Ascherberg. Anfang der 1960er Jahre wurde die Brücke zwischen den beiden Seen abgerissen und das gesamte Gelände zu einem Naherholungsgebiet umgestaltet.

## Beschreibung
Die Wasserfläche des Kiessees ist 15 ha groß. Der Wasserzufluss wird aus einem Seitenkanal (Flüthe) der Leine in den Kiessee geleitet. Zwischen dem Hochwasserbett der Flüthe, eines Nebenwegs der Leine, und dem Kiessee wurde 2003/04 eine Verbindung gebaut. Diese kann geöffnet und geschlossen werden, wenn die Leine zu viel Wasser führt. In diesem Fall wird ein Teil davon in den Kiessee geleitet. Dadurch steigt in der Göttinger Innenstadt, in Bovenden und Nörten-Hardenberg das Wasser in Spitzenzeiten des Winterhochwassers nicht mehr so hoch an.
Der Kiessee liegt am südlichen Stadtrand von Göttingen am Sandweg. Es gibt hier zwei Spielplätze für Kinder, einen Verleih von Tret- und Ruderbooten und ein Restaurant und Café. Im Winter, wenn die Wasserfläche zugefroren ist, gibt es die Möglichkeit zum Schlittschuhlaufen. Das Erholungsgebiet rund um den See wird zu Spaziergängen, Fahrradfahren, Joggen, Nordic Walken und Angeln genutzt.
Die Uferlinie des Sees beträgt etwa 2,46 km.

## Wasserhistorie
Am 19. und 20. September 2004 führte eine hohe Blaualgendichte zu einem großen Fischsterben im Kiessee. Betroffen waren 80.000 bis 90.000 Fische (darunter im Wesentlichen  Brassen, in geringem Umfang Flussbarsche, Rotaugen und junge Zander). Auslöser für die starke Vermehrung der Blaualgen war „die starke Eutrophierung des Kiessees durch Stickstoff, aber auch durch Phosphor“. Über den Leinewasserzufluss kamen noch mehr Nährstoffe in den Kiessee. Die vorhandenen Einleitungen von nährstoffbelastetem Oberflächenwasser, das Füttern von Enten und deren Kot führten zu einer weiteren Verschärfung (laut Bericht der Gesellschaft für angewandte Biologie und Geologie mbH).
Am Mittwoch, den 23. Juni 2021 wurde auf dem See ein ca. 1,40 m langer und ca. 40 kg schwerer Wels treibend gefunden. In seinem Maul steckte eine große Rotwangenschildkröte, die der Fisch offensichtlich hatte verschlingen wollen, die sich aber festgebissen hatte. Die Schildkröte war bereits tot, der Wels musste getötet werden.
In der Umgebung des Sees wird die ökologische Vielfalt durch Renaturierungsprojekte gefördert. Hierfür arbeiten die Stadt Göttingen, die Heinz-Sielmann-Stiftung und das in Göttingen ansässige Sartorius-Werk zusammen. Für Besucher wird das Biotop durch Aussichtsplattformen erlebbar. 

## Bildergalerie

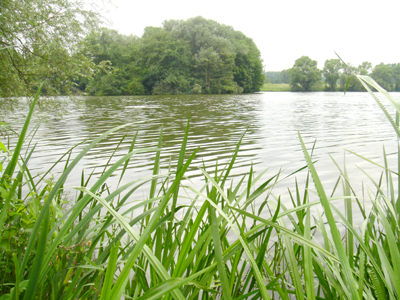
Uferansicht Insel
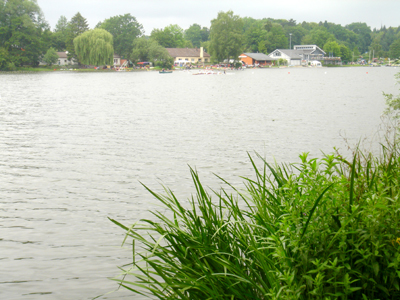
Uferansicht Sandweg
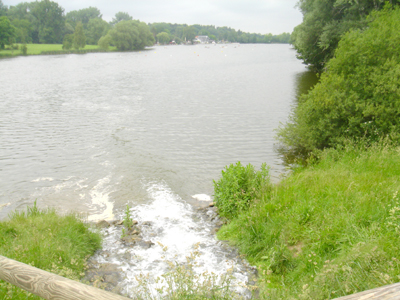
Uferansicht des Einlaufs
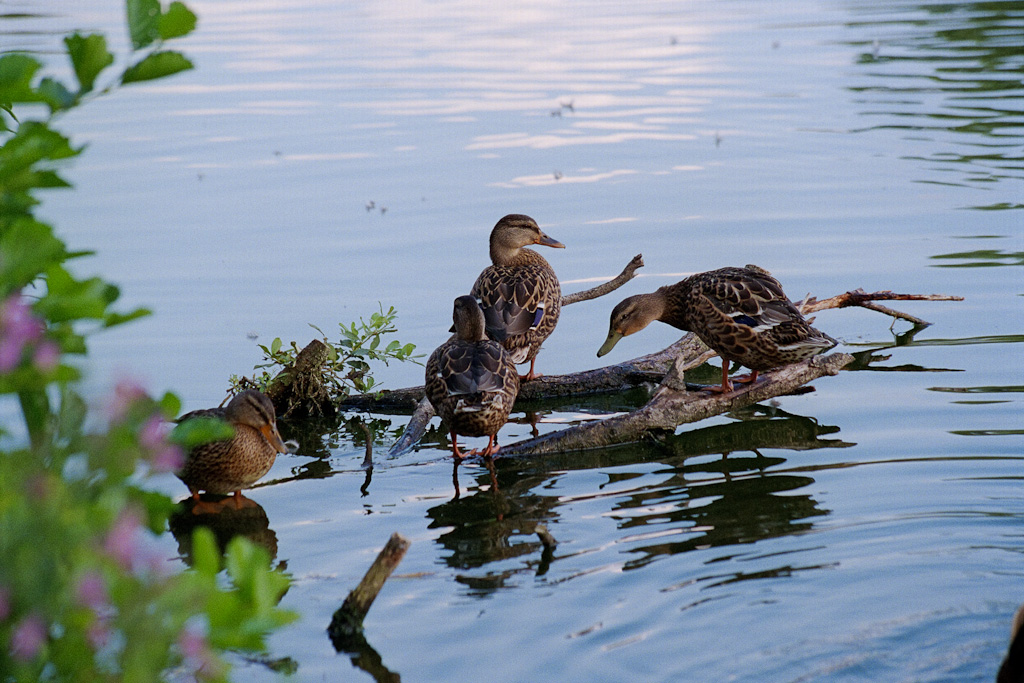
Enten am Kiessee